# Pomodori secchi
I pomodori secchi o essiccati sono un prodotto agro-alimentare, diffuso principalmente nelle aree mediterranee, ma anche in Asia e Africa, ottenuto con l'essiccazione dei pomodori, in particolare con quelli di una varietà poco acquosa e dalla buccia consistente, come ad esempio i San Marzano. I pomodori secchi vengono utilizzati di solito come contorno, ripieno per i panini e ingrediente per insalate.

## Produzione

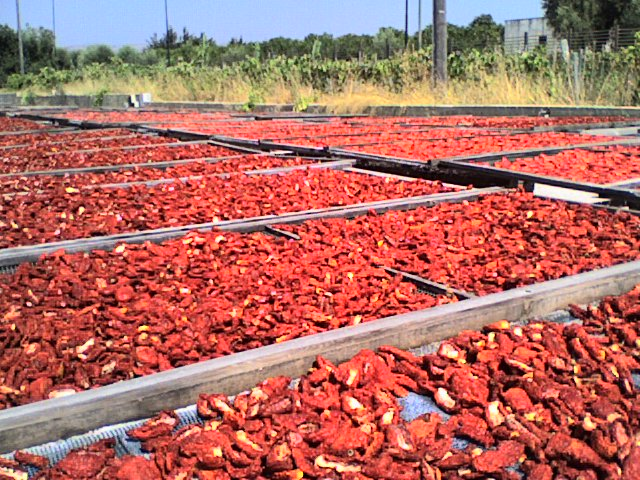
Distesa di pomodori messi ad essiccare sotto il sole d'agosto in Sicilia

Per produrre artigianalmente i pomodori secchi, i frutti maturi vengono accuratamente puliti, tagliati a metà nel senso della loro altezza e lasciati essiccare al sole su un telaio di legno, non prima di averli cosparsi con sale e, a seconda delle tradizioni, con polvere di peperoncino. Per agevolare il processo ed impedire che l'umidità possa inficiarlo, questi vengono ritirati al chiuso durante le ore notturne. L'essiccazione dura in genere una settimana circa, dopodiché i pomodori, completamente disidratati, vengono risciacquati e sbollentati in una soluzione di acqua e aceto col fine di sterilizzarli. Il processo può essere ottenuto alternativamente anche con un essiccatore elettrico ad aria o con un apparecchio solare. A questo punto i pomodori essiccati vengono conservati, sott'olio, con l'aggiunta di spicchi d'aglio ed eventualmente anche di menta, origano, capperi, basilico e peperoncino in un luogo fresco e per almeno due settimane.
Possono anche essere prodotti in casa, cuocendoli in forno a bassa temperatura (intorno ai 100 °C) per 2 o 3 ore.
Esistono anche i pomodori secchi destinati alla grande produzione.